# 臀斑月花鮨
臀斑月花鮨，又稱臀斑月花鱸、斑花鱸，俗名為花鱸，為輻鰭魚綱鱸形目鱸亞目鮨科的其中一個種。

## 分布
本魚分布在印度－太平洋區，包括日本、台灣、澳洲北部等海域。

## 深度
水深5至80公尺。

## 特徵
本魚體呈桃紅色，但背鰭、臀鰭及尾鰭呈黃色。頭部自吻部及眼部各有一條不互相平行的黃色縱帶，於眼下交會。眼稍大，長於或等於吻長。口大；下頜前端具小犬齒。體被細小櫛鱗，主上頜骨及頤部皆具鱗；側線完整，側線鱗孔數36至38枚，側線上鱗5列。尾鰭截形，上下葉突出，其中上葉延長呈絲狀，背鰭、臀鰭有鱗鞘，背鰭硬棘5枚，軟條15至17枚；臀鰭硬棘3枚，軟條7枚；胸鰭延長，鰭條15；體側有許多白色斑點，臀鰭後部有一黑斑，腹鰭腹位，末端延伸及肛門開口。體長可達20公分。

## 生態
棲息於岩礁區較深水域。

## 經濟利用
食用性魚類，不論紅燒，煮湯均適宜，清蒸加薑絲味道更好。